# 长腹剑水蚤科
长腹剑水蚤科（学名：Oithonidae）为剑水蚤目的一个科。

## 下级分类
本科包括以下属：
- Dioithona Kiefer, 1935
- 长腹剑水蚤属 Oithona Baird, 1843
- Pontoeciella